# Międzynarodowy Konkurs Rysunku
Międzynarodowy Konkurs Rysunku – otwarty konkurs plastyczny organizowany przez Akademię Sztuk Pięknych we Wrocławiu. Każdy uczestnik może zgłosić trzy dwuwymiarowe rysunki wykonane na tradycyjnych podłożach (tj. na papierze, tkaninie, tworzywie sztucznym itp.), których format nie przekracza 100 x 70 cm.
Zdobywcy Grand Prix:
- I edycja, 1999/2000:
- II edycja, 2003: Piotr Szurek, Polska, cykl rysunków Autoportret[1];
- III edycja, 2006: Jiří Voves, Czechy, cykl rysunków Pamięć ziemi[2];
- IV edycja, 2009: Andrzej Węcławski, Polska, cykl rysunków Układ[3].